# Jomalig
Jomalig là một đô thị hạng 6 ở tỉnh Quezon, Philippines. Theo điều tra dân số năm 2007, đô thị này có dân số 6.111 người..

## Các đơn vị hành chính
Jomalig, về mặt hành chính, được chia thành 5 khu phố (barangay).
- Bukal
- Casuguran
- Gango
- Talisoy (Pob.)
- Apad